# Mandela Day (chanson)
Cet article concerne la chanson de Simple Minds. Pour le Nelson Mandela Day, voir Journée internationale Nelson Mandela.
Mandela Day est une chanson du groupe de rock écossais Simple Minds. Elle sort en février 1989 comme face b du single Belfast Child et apparaît également sur le EP 3 titres Ballad of The Streets - qui met en avant les deux chansons précitées - sorti en même temps, puis sur l'album Street Fighting Years qui paraît en mai 1989.
C'est une chanson de soutien à Nelson Mandela alors emprisonné. Elle a été composée spécialement pour le concert hommage des 70 ans de Nelson Mandela où le groupe la joua le 11 juin 1988.
Le single Belfast Child est arrivé en tête des ventes au Royaume-Uni, en Irlande et aux Pays-Bas,,. La chanson Mandela Day s'est classée 17e dans le classement Alternative Songs du Billboard aux États-Unis.
Juste après la mort de Nelson Mandela en décembre 2013, la chanson, via les téléchargements, est entrée dans les classements musicaux de plusieurs pays (11e en France, 55e en Suisse). 

## Liste des titres
- 45 tours
  1. Belfast Child (traditionnel, paroles de Simple Minds) - 6:39
  2. Mandela Day  (Simple Minds) - 5:47

- Ballad of The Streets EP
  1. Belfast Child - 6:39
  2. Mandela Day - 5:47
  3. Biko (Peter Gabriel) - 7:31

- Biko est une reprise d'une chanson de Peter Gabriel. Les trois titres sont inclus dans l'album Street Fighting Years.